# Òscar Cabanas
Pour les articles homonymes, voir Cabanas.
Cabanas i Quintela est un nom catalan. Le premier nom de famille, paternel, est Cabanas ; le second, maternel, souvent omis, est Quintela ; les deux sont fréquemment liés par la conjonction « i ».
Òscar Cabanas Quintela, né le 17 juin 1991,, est un coureur cycliste andorran.

## Biographie
Òscar Cabanas est actif dans les courses cyclistes depuis 2015. 
Entre 2016 et 2019, il devient à plusieurs reprises champion d'Andorre. Il représente également son pays lors des championnats d'Europe. Aux Jeux des petits États d'Europe 2017, il obtient la médaille d'argent dans la course par équipes avec la sélection andorrane.

## Palmarès
- 2016
  -  Champion d'Andorre du contre-le-montre
  - 2e du championnat d'Andorre sur route
- 2017
  -  Champion d'Andorre sur route[5]
  -  Médaillé d'argent de la course par équipes aux Jeux des petits États d'Europe
- 2019
  -  Champion d'Andorre du contre-le-montre[6]